# أس اي 161 لانغدوك
أس اي 161 لانغدوك طائرة الفرنسية ذات أربعة محركات التي أنتجت من قبل سنكيس.وكانت في الخدمة مع الخطوط الجوية الفرنسية والجيش الفرنسي في أواخر 1940s و1950s.

## الحوادث والوقائع
- في 2 نيسان 1943 أثناء الهبوط الاضطراري وانقلبت في لا شابيل بالوه،كروز، والخسارة حالة وفاة واحدة.[1]
- في 7 أكتوبر 1947 F-BATY من الخطوط الجوية الفرنسية تحطمت في عنابة، الجزائر.[2]
- يوم 26 يناير 1948 F-BCUC من الخطوط الجوية الفرنسية تحطمت في رومينفيل، في سين سان دوني عندما كانت في رحلة تدريبية، مما أسفر عن مقتل تسعة أشخاص كانوا على متن الطائرة.[3]
- في 4 فبراير 1948، F-BATK من الخطوط الجوية الفرنسية أصيبت بأضرار غير قابلة للإصلاح في مطار ماريينان، بوش دو رون.[4]
- في 10 فبراير عام 1948 تم تلف F-BATH من الخطوط الجوية الفرنسية في في مطار أورلي في باريس.[5]

## عملت
مصر
- مصر للطيران

 فرنسا
- فرنسا الفيشية
- الخطوط الجوية الفرنسية
- القوات الجوية الفرنسية

 لبنان
- طيران الشرق الأوسط

 المغرب
- طيران أطلس

 بولندا
- خطوط لوت الجوية البولندية

 إسبانيا
- Aviaco

 تونس
- الخطوط التونسية

## مواصفات (SE.161/1)
- | عدد الطاقم = 5
- | القدرة = 33
- | الطول بالمتر = 24.26
- | الطول بالقدم = 79
- | الارتفاع بالمتر = 5.14
- | الارتفاع بالقدم = 16
- | مساحة الجناح بالمتر مربع = 111.32
- | مساحة الجناح بالقدم مربع = 1198
- | الوزن فارغة بالكليوغرم = 12651
- | الوزن فارغة بالرطل = 27891
- | الوزن الإجمالي بالكجم = 20577
- | الوزن الإجمالي بالرطل = 45320
- | كيلو وات = 858 <- - محركات دعامة!>
- | السرعة قصوى بالكيلومتر = 440 كم في الساعة
- | السرعة قصوى بالميل = 274 ميلا في الساعة
- | المجموعة بالكيومتر = 3200
- | المجموعة بالميل = 1989
- | السقف بالمتر = 7200
- | السقف بالقدم = 23616